# Basílica dos Santos Apóstolos Pedro e Paulo em Strzegom

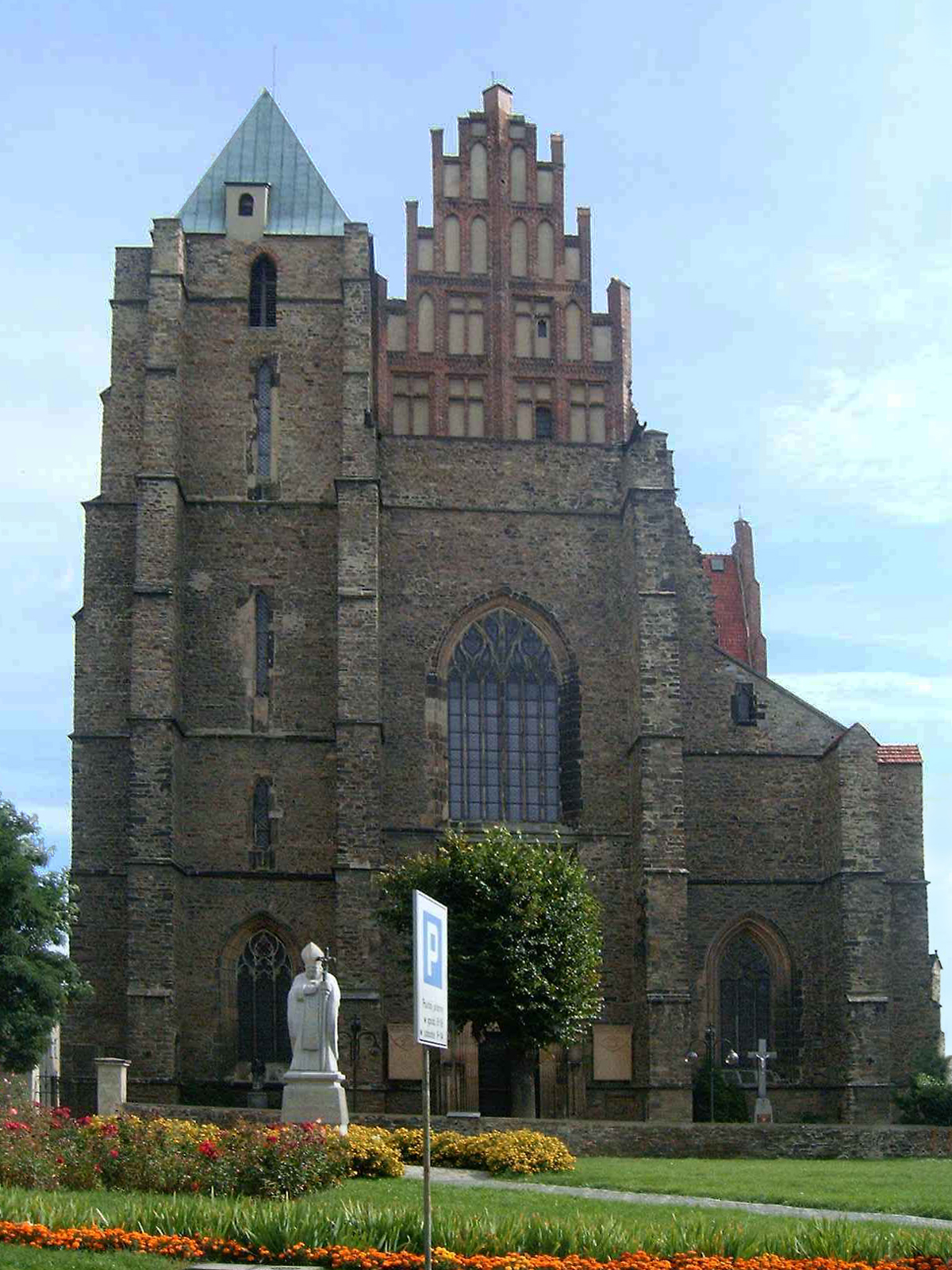
Basílica dos Santos Apóstolos Pedro e Paulo

Basílica Colegiada de São Pedro e São Paulo em Strzegom - uma igreja gótica localizada no decanato de Strzegom, na diocese de Świdnica, na Baixa Silésia. Inicialmente, a igreja pertencia à Ordem dos Hospitalários,  a paróquia ao lado desta igreja foi erguida no século XVI. Desde 2002, o templo é uma basílica menor e desde 13 de abril de 2017 foi elevada à categoria de igreja colegiada. Em 22 de outubro de 2012 , o edifício foi inscrito na lista de monumentos históricos. Basílica é Rica em valiosas obras de escultura arquitetônica e habilidade artística, principalmente dos séculos XIV a XV.

## História
Durante as Cruzadas no Reino de Jerusalém, entre outros, formaram-se ordens de hospitais, incluindo os posteriores joanitas. Após a queda das Cruzadas, os joanitas realizaram atividades extensas, incluindo atividades de construção na Europa. Em 1180 eles receberam Strzegom. Havia uma igreja de St. André, destruído pelos mongóis durante a invasão da Silésia em 1241, no século XIII, um novo prédio foi erguido, finalmente no início do século XIV, a ordem decidiu erguer uma igreja maior com a ajuda financeira de ambos os príncipes de Świdnica e os habitantes da cidade de Strzegom. A estrutura principal do templo foi construída nos anos 1250-1390. A nova igreja, com cerca de 80 m de comprimento, foi construída em granito quebrado, basalto e arenito usados para elementos decorativos (portais, suportes). A construção da igreja demorou muito, as obras só foram concluídas no início do século 16. Em 1718 o templo foi atingido por um incêndio.
Em 15 de setembro de 2002, o Papa João Paulo II emitiu uma bula com base na qual a paróquia de Strzegom recebeu a dignidade de uma basílica menor. Em 13 de abril de 2017, o bispo Ignacy Dec estabeleceu um capítulo colegiado na basílica de Strzegom e estabeleceu a basílica como uma igreja colegiada. É a única basílica colegiada da diocese de Świdnica.

## Arquitetura

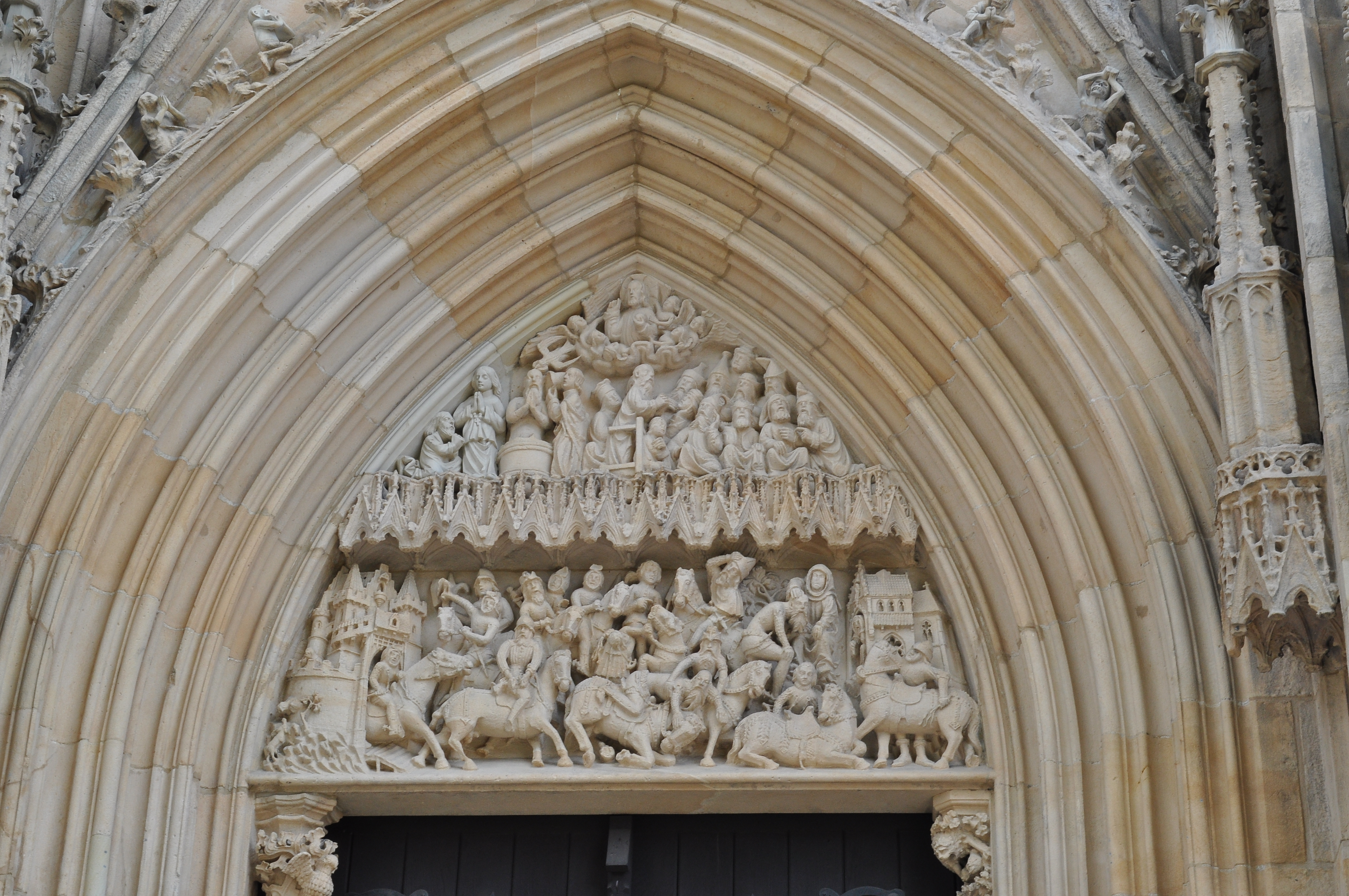
Fragmento do portal ocidental do século XIV - tímpano com cenas da vida de S. Paulo

A igreja é uma basílica de três naves com um transepto e um presbitério fechado poligonalmente. A capela-mor tem três vãos, sendo a nave cinco vãos. As naves laterais do lado oriental são fechadas em três lados. A fachada oeste de duas torres (ambas as torres não foram concluídas, no entanto: a torre norte mais alta, coberta com um telhado inclinado, atinge a altura do topo do telhado acima da nave, a torre sul inferior atinge apenas o telhado acima do corredor) . O interior é coberto por abóbadas estelares (capelas, cruzamentos de corredores), abóbadas de nervura (corredores laterais) e abóbadas de rede (nave principal) suportadas por pilares rectangulares. As costelas da abóbada descem até os suportes, alguns deles com formas figurais. Esta estrutura da parte oriental da igreja, com capela-mor com corredores, é conhecida na Silésia, tanto nas igrejas basílicas (Igreja de Santa Elisabete) como nas igrejas de salão (Igreja de Santa Maria na ilha Piasek). No exterior, as paredes da nave são sustentadas por arcos de contenção de pedra. As empenas de tijolo do transepto e da fachada ocidental são decoradas com janelas cegas do início do século XVI. A decoração da empena ocidental é característica da arquitetura gótica da Silésia - é feita de janelas retangulares cegas.

## Escultura arquitetônica

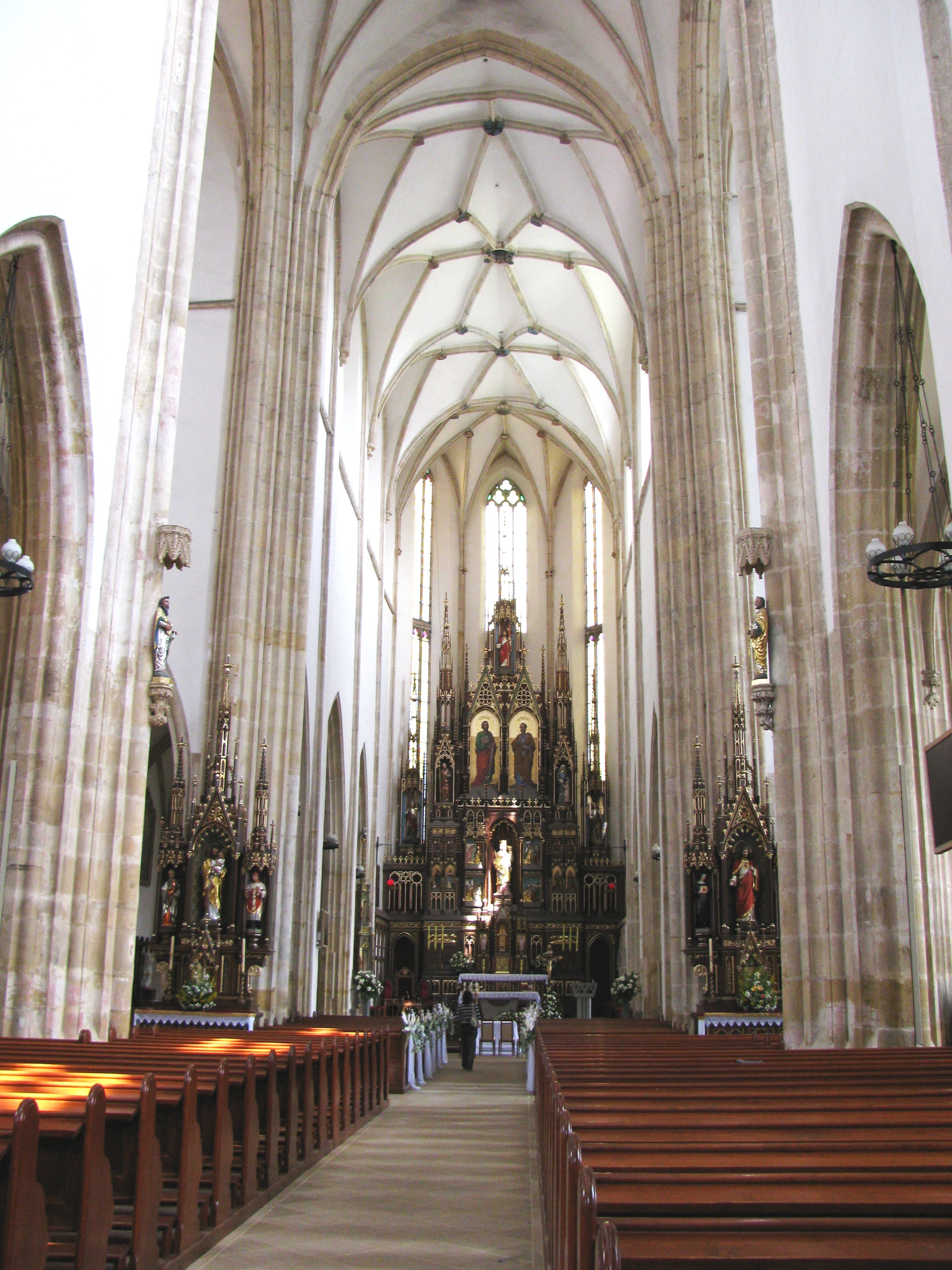
Nave principal

Os três portais ricamente esculpidos com tímpanos constituem uma coleção de tipos iconográficos medievais, raros na Polônia. O portal ocidental data da década de 1770. O caráter representativo da entrada é dado por uma decoração de pedra composta por luminárias - uma estátua de Cristo como juiz do mundo, e ao lado as figuras da Mãe de Deus e São João. Nos campos do arco existe um rico complexo de baixos-relevos e esculturas totalmente plásticas dispostas em duas filas. Eles apresentam episódios narrativos da vida de São Paulo (incluindo a conversão na porta de Damasco). Acima do portal norte do terceiro quarto do século 14, há um tímpano com uma representação em relevo da Coroação da Virgem Maria por Cristo, abaixo da Coroação de Bate-Seba por Salomão e a Coroação de Ester por Ahaswer. Acima do portal sul, por volta de 1400, há uma cena da Dormição da Virgem Maria entre os Apóstolos em tipo de koimesis.

## Decoração de interior
No presbitério há uma sedília de pedra com três arcadas e um sacramentário de pedra em forma de torre (4,5 m de altura), feito por Wolfgang de Viena na primeira metade do século XIX. Século XV, pia baptismal em pedra gótica tardia do século XVI, púlpito talhado em arenito de 1592. Nas paredes, em vários locais, sobreviveram pequenos fragmentos de policromia dos séculos XIV e XVI. A escultura inicial moderna é representada por um conjunto de lápides e epitáfios dos séculos XVI e XVII. Um modesto púlpito maneirista de 1592, obra de Casper Berger de Legnica. No grande altar-mor neogótico, uma figura gótica de Maria com o Menino, do século XV. Na torre encontra-se uma valiosa obra de sineira, um sino de igreja de 1318. O sino é uma fundação do irmão Przedbor de Widawa e é um dos mais antigos (também há opiniões dos mensageiros de que o mais velho) dos sinos ainda tocando na Polônia, e é acompanhado por dois sinos mais jovens - de 1405 e 1424. Todos esses sinos têm inscrições contendo, inter alia, data de criação.
Em 12 de março de 1997, a parte superior da figura originalmente dourada de zinco de Jesus Cristo feita de uma cruz de ferro (ferro fundido) de 1850, situada na montanha da cruz, foi pendurada na igreja. A figura foi danificada em 1945 por soldados soviéticos - foi cortada pela metade por uma série de metralhadoras. Sua parte inferior foi perdida e a parte superior encontrada em arbustos em 1969 ou na década de 1970 e escondida em uma sala acima da sacristia na igreja ou no presbitério.